# SummerSlam 2025
Summerslam 2025 è stata la trentottesima edizione dell'omonimo premium live event prodotto dalla WWE. L'evento si è svolto il 2 agosto e il 3 agosto 2025 al MetLife Stadium di East Rutherford in New Jersey ed è stato trasmesso su Peacock negli Stati Uniti, su Netflix in tutti i paesi in cui è disponibile il servizio e sul WWE Network nei restanti paesi.
Annunciato il 26 settembre 2024, l'evento è stato diviso per la prima volta in due serate, mentre precedentemente la disputa di un evento in due giornate è stato riservato solamente alle edizioni da WrestleMania 36 in poi. La città di East Rutherford ha ospitato per la quarta volta un edizione di Summerslam, dopo il 1989, 1997 e 2007, mentre il MetLife Stadium ha fatto da cornice ad un premium live event della federazione di Stamford per la terza volta, dopo WrestleMania 29 e WrestleMania 35. Il 18 aprile 2025, venne inoltre annunciato che la rapper Cardi B avrebbe condotto l'evento.

## Storyline

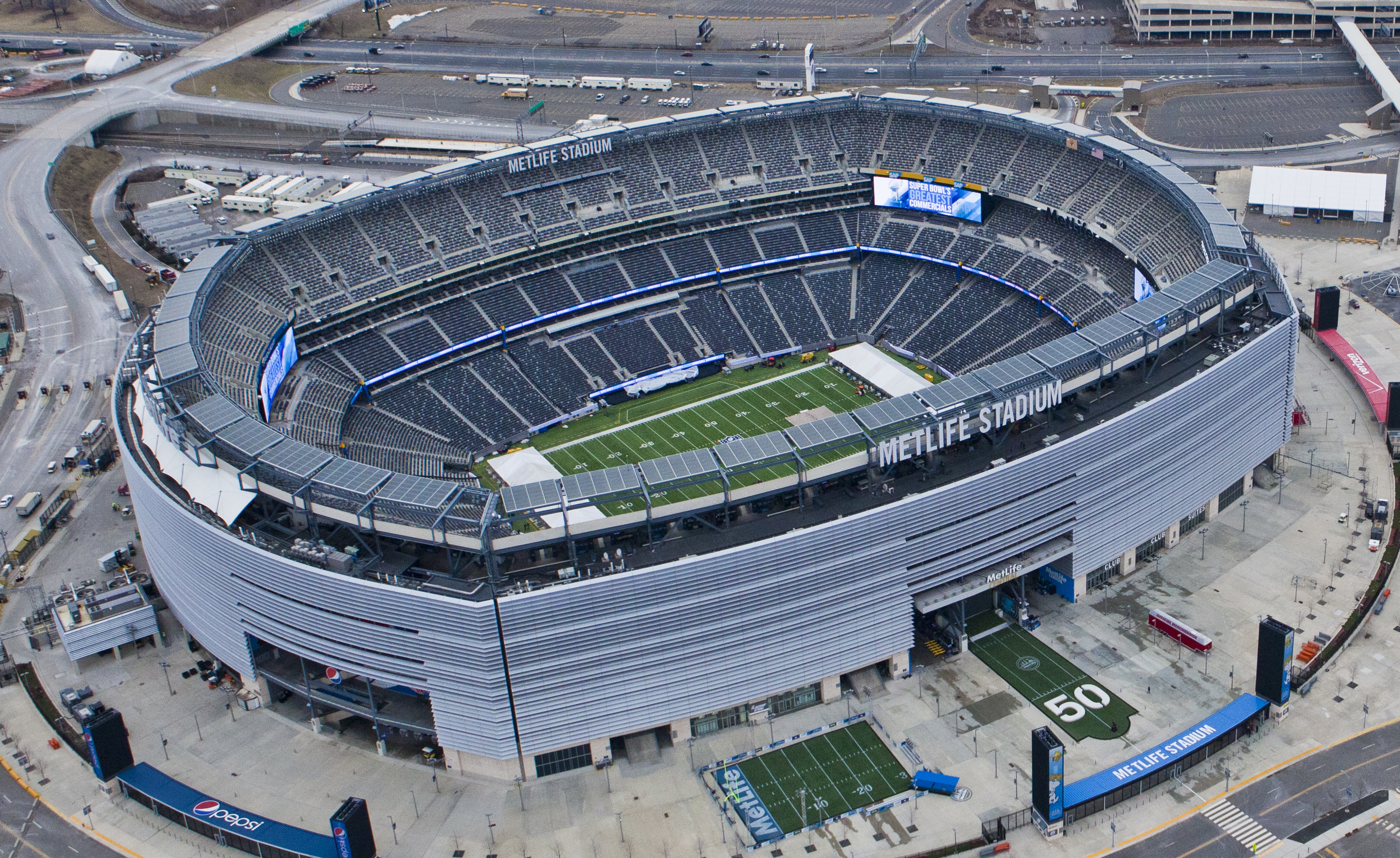
Immagine aerea del MetLife Stadium, sede dell'evento

Nel main event della seconda notte di WrestleMania 41, John Cena riuscì a sconfiggere Cody Rhodes vincendo per la quattordicesima volta il WWE Championship. Qualche mese più tardi, a Night of Champions si tenne la finale del King of the Ring che vide uscire Rhodes come vincitore riuscendo ad avere la meglio su Randy Orton guadagnandosi una sfida titolata per Summerslam, mentre la stessa sera nel main event Cena difese con successo la cintura dagli attacchi di CM Punk ufficializzando la rivincita dello Showcase of the Immortals contro Rhodes per il titolo. Il 18 luglio a SmackDown si tenne la firma del contratto dove, tuttavia, Cena disse di non essere pronto per difendere nuovamente la cintura decidendo di non stipulare il contratto, scatenando una rissa tra i due che si concluse con Rhodes che atterrò il rivale su un tavolo costringendolo a mettere la sua firma e solo dopo rivelò che si sarebbe trattato di uno street fight match valido per il WWE Championship.
Nella puntata di Raw del 14 giugno, si tenne un gauntlet match per determinare il primo sfidante al World Heavyweight Championship, detenuto da Gunther, a SummerSlam. L'incontro iniziò vedendo sul ring Bron Breakker e Penta che venne schienato dopo quasi dieci minuti dall'inizio della contesa. Come terzo partecipante fu il turno di LA Knight che, però, venne anche lui sconfitto da Breakker che riuscirà a sconfiggere anche Jey Uso nel turno successivo della contesa. Come ultimo lottatore, fece il suo ingresso CM Punk che riuscì a mettere fuori gioco Bronson Reed, presente a bordo ring a sostegno di Breakker che venne colpito dalla GTS prima di essere schienato con Punk che ottenne la sua opportunità titolata contro Gunther.
A Money in the Bank, Naomi prese parte al ladder match valido per la valigetta che riuscì a staccare dopo 25 minuti dall'inizio dall'incontro. Il 13 luglio successivo si tenne la seconda edizione di Evolution dove nel main event venne messo in palio il Women's World Championship tra la campionessa Iyo Sky contrapposta a Rhea Ripley. Dopo oltre venti minuti di match, con le due lottatrici stremate a terra, risuonò la musica d'entrata di Naomi che incassò la valigetta trasformando l'incontro in un triple threat match e vincendo poco dopo la cintura. Questo fece si che la nuova campionessa venisse trasferita nel roster di Raw e nella puntata successiva all'evento, Naomi aprì la puntata per celebrare la vittoria della sera precedente, prima di venire fermata dalla Ripley che entrò sul ring seguita successivamente anche da Iyo Sky. Il general manager Adam Pearce decise quindi di ufficializzare per SummerSlam una rivincita per il titolo tra Naomi, Ripley ed Iyo Sky.
Lo scorso giugno a Night of Champions si tenne la finale del Queen of the Ring che vide sfidarsi Asuka e Jade Cargill, con quest'ultima che riuscì ad assicurarsi la vittoria e l'opportunità della sfida titolata a SummerSlam. Ad Evolution, Tiffany Stratton riuscì a difendere il suo WWE Women's Championship nella sfida contro Trish Stratus, ufficializzando di conseguenza l'incontro per il titolo contro Cargill. Due settimane più tardi a SmackDown, Cargill riuscì a sconfiggere Chelsea Green venendo però attaccato al termine dell'incontro dalle sue scagnozze Piper Niven ed Alba Fyre ed in suo soccorso arrivò la campionessa che riuscì ad allontanare le due mentre Cargill prese il titolo, rimasto al centro del ring, posando con esso prima di consegnarlo alla rivale.
A Money in the Bank, durante l'incontro con la valigetta, il WWE United States Champion Jacob Fatu fece da guardia a Solo Sikoa mentre questo stava salendo la scala ma mentre si apprestava alla vittoria Fatu lo attaccò dicendogli di odiarlo, costandogli l'incontro. Questo fece partire la faida tra i due membri della Bloodline e due settimane più tardi a SmackDown il campione propose a Sikoa di sfidarlo a Night of Champions con la cintura in palio, con lo sfidante che accettò. Arrivati all'evento, Sikoa riuscì a fare sua la cintura grazie anche alle interferenza di JC Mateo, oltre che al ritorno di Tonga Loa e al debutto di Talla Tonga. Nella successiva puntata di SmackDown, Fatu e Jimmy Uso affrontarono e sconfissero JC Mateo e Sikoa con quest'ultimo che venne schienato dall'ex campione ma dopo l'incontro si prese la sua rivincita insieme anche a Tonga Loa e Talla Tonga schiantando il rivale sul tavolo dei commentatori con una triple powerbomb. Il 13 luglio successivo a Saturday Night's Main Event, Sikoa difese con successo la cintura dagli attacchi di Jimmy Uso che venne poi attaccato dopo l'incontro dalla Bloodline con Fatu che arrivò in suo soccorso allontanando i rivali. La puntata di SmackDown seguente si aprì con un incidente nel parcheggio dell'arena che vide coinvolti anche la Bloodline. Più tardi nella serata, si scatenò sul ring una rissa tra Fatu, insieme a Jimmy Uso, e la Bloodline con il general manager Adam Pearce che placò la situazione ufficializzando un rematch per il WWE United States Championship a SummerSlam tra Sikoa e Fatu in uno steel cage match e chiamò poi alcuni poliziotti che arrestarono il campione per l'incidente avvenuto ad inizio puntata.
Nella puntata del 16 giugno a Raw venne annunciato che Dominik Mysterio avrebbe difeso il suo WWE Intercontinental Championship contro AJ Styles a Night of Champions. La settimana successiva, tuttavia, il general manager Adam Pearce disse che l'incontro per il titolo era stato annullato a causa di un infortunio rimediato dal campione. Nella puntata del 14 luglio, Pearce annunciò che la settimana seguente Mysterio sarebbe stato valutato dai medici per poter essere dichiarato pronto a tornare a combattere. Sette giorni più tardi, il campione continuò a rifiutare di sottoporsi al controllo medico con Pearce che gli disse che se non lo avesse fatto sarebbe stato dichiarato non idoneo a lottare e gli avrebbe strappato dalle mani il titolo. Più tardi nella stessa serata, Mysterio attaccò nel backstage Styles con Pearce che ufficializzò poi l'incontro valido per il WWE Intercontinental Championship tra i due per SummerSlam.
A Money in the Bank, Becky Lynch riuscì a sconfiggere Lyra Valkyria diventando la nuova WWE Women's Intercontinental Champion. Nella puntata di Raw del 9 luglio fece il suo ritorno Bayley, messo fuori gioco dalla nuova campionessa prima di WrestleMania 41. Ad Evolution si affrontarono in un triple threat match dove Lynch grazie ad un roll-up difese la cintura rimanendo campionessa. La sera successiva all'evento, Valkyria sconfisse Bayley in un two out of three falls match guadagnandosi un incontro titolato contro Lynch a SummerSlam per la cintura. La settimana successiva, Lynch propose che in caso di sua vittoria la rivale non avrebbe più potuto sfidare finché era campionessa, come successo a Money in the Bank a parti inverse, con Valkyria accettò, annunciando che la stipulazione dell'incontro sarebbe stata un No disqualification match.
Nella puntata di SmackDown del 23 maggio, i Wyatt Sicks fecero il loro ritorno dopo cinque mesi interferendo nel main event della puntata che vedeva l'incontro valido per il WWE Tag Team Championship tra i campioni degli Street Profits contrapposti ai Fraxiom, attaccando entrambe le coppie. Nelle settima successive il gruppo capitanato da Uncle Howdy continuò ad attaccare i tag team del roster, tra i quali i #DIY ed i Motor City Machine Guns che vennero sconfitti nella puntata del 13 giugno. Due settimane più tardi, i Wyatt Sicks con Joe Gacy e Dexter Lumis affrontarono Montez Ford ed Angelo Dawkins per i titoli ma l'incontro terminò in no-contest a causa dell'interferenza dei Angel e Berto. Il 4 luglio a SmackDown, i Wyatt Sicks affrontarono e sconfissero i #DIY, Motor City Machine Guns ed Angel e Berto in un eight-man tag team match ottenendo un incontro titolato per la settimana successiva. Sette giorni più tardi, Gacy e Lumis riuscirono a fare loro le cinture sconfiggendo gli Street Profits. La settimana seguente combatterono nella loro prima difesa titolata contro Andrade e Rey Fénix ma l'incontro terminò in no-contest a causa delle interferenze dei #DIY, Motor City Machine Guns, Angel e Berto e degli Street Profits con le sei coppie che vennero fermate solo dall'arrivo del general manager Nick Aldis che annunciò per SummerSlam un six-pack tables, ladders and chairs match per i titoli.
Negli scorsi mesi, Charlotte Flair venne avvicinato nel backstage da Alexa Bliss che le suggerì di formare una nuova coppia insieme, con le due che nella puntata di SmackDown del 9 luglio riuscirono a qualificarsi per il fatal four-way tag team match, insieme alle Kabuki Warriors e alla NXT Women's North American Champion Sol Ruca e Zaria, con in palio il WWE Women's Tag Team Championship detenuto da Raquel Rodriguez e Roxanne Perez. Ad Evolution, le campionesse riuscirono a difendere le loro cinture schienando Sol Ruca. Nella successiva puntata di SmackDown, nel backstage Bliss disse potrebbero separarsi visto che non sono riuscite a vincere le cinture ma Charlotte Flair ribatté dicendo che non avevano vinto ma non erano neppure state schienate, affermando poi di aver parlato con il general manager Adam Pearce e che è riuscita ad ottenere un incontro titolato contro Rodriguez e Perez per il titolo a SummerSlam.
Nel main event della prima serata di WrestleMania 41, Paul Heyman tradì CM Punk e Roman Reigns servendo la vittoria a Seth Rollins. Nella puntata di Raw successiva all'evento, si scatenò una rissa sul ring tra Rollins contro Punk e Reigns ma mentre quest'ultimo stava per effettuare la Spear sul rivale venne a sua volta colpito dalla Spear di Bron Breakker, che lo terrà fuori a tempo indeterminato, andando poi a colpire anche Punk, alleandosi con Rollins ed Heyman. A Saturday Night's Main Event, Breakker e Rollins riuscirono a sconfiggere Punk e Sami Zayn soprattutto grazie all'aiuto di Bronson Reed, la cui ultima apparizione risaliva al novembre dell'anno passato quando si infortunò. Nella semifinale del King of the Ring, Jey Uso si qualificò schienando nel suo incontro Bronson Reed. Il 12 luglio a Saturday Night's Main Event, tuttavia, Rollins si infortunò nel suo incontro che lo vide contrapposto ad LA Knight che successivamente vinse. Nella puntata di Raw seguente, al termine del gauntlet match, il vincitore Punk venne attaccato da Breakker e Reed mentre in suo soccorso arrivò Jey Uso ma anche lui venne presto messo messo al tappeto dai rivali. Nonostante ciò, in loro aiuto risuonò la musica di Roman Reigns che fece il suo ritorno abbattendo Breakker e Reed. La settimana successiva, Reigns attaccò verbalmente Heyman riguardo al suo tradimento ma intervennero Breakker e Reed che ebbero la meglio sul rivale ma in suo aiuto arrivò Uso che pareggiò le forze in campo. Nei giorni successivi su X, Reigns lanciò la sfida per SummerSlam a Breakker e Reed per un tag team match insieme a Jey Uso, con quest'ultimo che accettò di fare coppia con il cugino ufficializzando l'incontro.

## Risultati

### Prima serata
| # | Match                                                                                  | Stipulazioni                                                                                      | Durata |
| - | -------------------------------------------------------------------------------------- | ------------------------------------------------------------------------------------------------- | ------ |
| 1 | Roman Reigns e Jey Uso hanno sconfitto Bron Breakker e Bronson Reed (con Paul Heyman ) | Tag team match                                                                                    | 21:10  |
| 2 | Alexa Bliss e Charlotte Flair hanno sconfitto Raquel Rodriguez e Roxanne Perez (c)     | Tag team match per il WWE Women's Tag Team Championship                                           | 13:30  |
| 3 | Sami Zayn ha sconfitto Karrion Kross (con Scarlett)                                    | Single match                                                                                      | 8:10   |
| 4 | Tiffany Stratton (c) ha sconfitto Jade Cargill                                         | Single match per il WWE Women's Championship                                                      | 7:05   |
| 5 | Drew McIntyre e Logan Paul hanno sconfitto Randy Orton e Jelly Roll                    | Tag team match                                                                                    | 17:05  |
| 6 | CM Punk ha sconfitto Gunther (c)                                                       | Single match per il World Heavyweight Championship                                                | 30:20  |
| 7 | Seth Rollins ha sconfitto CM Punk (c)                                                  | Single match per il World Heavyweight Championship Seth Rollins ha incassato il Money in the Bank | 00:10  |

### Seconda serata
| # | Match | Stipulazioni                                                               | Durata |
| - | --- | -------------------------------------------------------------------------- | ------ |
| 1 | Naomi (c) ha sconfitto Rhea Ripley e Iyo Sky                                                                                          | Triple threat match per il Women's World Championship                      | 16:20  |
| 2 | Wyatt Sicks (Dexter Lumis e Joe Gacy; c) hanno sconfitto Andrade e Rey Fénix, #DIY, Fraxiom, Motor City Machine Guns e Street Profits | Six-pack tables, ladders and chairs match per il WWE Tag Team Championship | 16:00  |
| 3 | Becky Lynch (c) ha sconfitto Lyra Valkyria                                                                                            | No disqualification match per il WWE Women's Intercontinental Championship | 25:05  |
| 4 | Solo Sikoa (c) ha sconfitto Jacob Fatu                                                                                                | Steel cage match per il WWE United States Championship                     | 12:40  |
| 5 | Dominik Mysterio (c) ha sconfitto AJ Styles                                                                                           | Single match per il WWE Intercontinental Championship                      | 10:45  |
| 6 | Cody Rhodes ha sconfitto John Cena (c)                                                                                                | Street fight match per il WWE Championship                                 | 37:45  |